# Can Boada (Amer)
Can Boada és una masia d'Amer (Selva) inclosa a l'Inventari del Patrimoni Arquitectònic de Catalunya.

## Descripció
Can Boada es tracta d'una masia de planta rectangular que consta de planta baixa i pis superior. La masia està coberta amb una teulada a dues aigües de vessants a laterals, la qual està rematada amb un ràfec d'una sola filera de teula. Aquesta filera de teula està pintada amb calç i ornada amb cossos geomètrics de diversa índole.
La masia està estructurada internament en tres crugies. La planta baixa destaca el portal d'arc de mig punt equipat amb unes dovelles de mida mitjana bastant barroeres com així ho acredita la seva morfologia irregular i poc treballada i amb uns muntans de pedra sorrenca. El portal es troba flanquejat per dues obertures - una per banda- bastant irrellevants.
En el primer pis trobem tres obertures: la de l'extrem esquerre és quadrangular i totalment irrellevant, ja que no ha rebut cap mena de tractament a destacar. Per la seva banda, la del centre i de l'extrem dret estan equipades amb llinda monolítica i muntans de pedra ben treballats i escairats.
En els extrems de la façana s'observen els grans blocs cantoners de pedra, que combinen blocs més regulars i treballats amb blocs més matussers.
En la façana lateral esquerra trobem una finestra rectangular equipada amb llinda monolítica, muntants de pedra i coberta amb un enrreixat de ferro forjat en la llinda de la qual es pot llegir la data de "1 8 2 4" que apuntaria a una intervenció que es va dur a terme en la masia. I és que aquesta ha estat objecte de múltiples intervencions i reformes successives amb el pas del temps co així ho acrediten diversos factors: la coberta no és regular sinó que està desplaçada sensiblament del centre; l'ampliació de l'espai físic de la masia pròpiament; el sobredimensionament i desproporció del vessant dret de la teulada, la qual si s'observa per la part posterior es percep que està més apujada que la seva homònima de l'esquerra; l'adossament en la part posterior de la masia d'un cos de planta irregular, ja que està ubicat en un pendent suau i que està cobert amb una teulada a dues aigües de vessant a façana i que executaria les tasques de corral…
Pel que fa al tema dels materials, prima per sobre de tot un com és la pedra. Una pedra que la trobem present en dues modalitats: per una banda, les pedres fragmentades i els còdols de riu manipulats a cops de martell i lligades amb morter de calç. Una modalitat que és la principal, ja que inunda les respectives façanes de la masia. Mentre que per l'altra tenim la pedra sorrenca, concentrada i localitzada únicament en els muntants del portal d'accés i en les llindes i muntants de les dues finestres del primer pis.
Tot i l'antiguitat de la masia, aquesta presenta un bon estat de conservació que es deuria a les contínues obres de manteniment i acondicionament en la masia que han ajudat que aquesta presenti un bon estat de salut.